# Luis Bernabé Heredia
Luis Bernabé Heredia (* ca. 1920 in Argentinien; † 3. Februar 1951 wahrscheinlich in Guadalajara, Mexiko) war ein argentinischer Fußballspieler auf der Position des Torwarts.

## Leben
Heredia begann seine Laufbahn bei den Newell’s Old Boys, für den er am 8. Mai 1938 in einem Spiel gegen Central Córdoba debütierte. Sein erstes Meisterschaftsspiel in einem offiziellen Turnier der AFA bestritt er am 19. März 1939 beim 2:1-Sieg gegen den CA San Lorenzo de Almagro, zu dem er Anfang 1941 wechselte.
Nach Aufnahme des Club Deportivo Oro in die mexikanische Profifußballliga zur Saison 1944/45 wurde Heredia von den Mulos verpflichtet. Berühmt wurde er in einem Spiel derselben Saison im mexikanischen Pokalwettbewerb, als ihm gegen Asturias (5:3) ein Treffer „von Strafraum zu Strafraum“ gegen den gegnerischen Torsteher „Tarzán“ Landeros gelang.
Zur Saison 1949/50 wechselte Heredia zum Stadtrivalen Atlas Guadalajara, mit dem er im August 1950 innerhalb von nur einer Woche, jeweils durch einen 3:1-Erfolg gegen den Meister CD Veracruz, sowohl den mexikanischen Pokalwettbewerb als auch den Supercup gewann. Anschließend kehrte er zum Club Oro zurück, bei dem er in seiner letzten Saison 1950/51 unter Vertrag stand, bevor er überraschend am 3. Februar 1951 verstarb.

## Erfolge
- Mexikanischer Pokalsieger: 1950
- Mexikanischer Supercup: 1950